# 1100년

## 연호
- 북송(北宋) 원부(元符) 3년
- 요(遼) 수창(壽昌) 6년
- 일본(日本) 고와(康和) 2년
- 서하(西夏) 영안(永安) 3년
- 리 왕조(李朝) 호이퐁(會豊) 9년

## 기년
- 고려(高麗) 숙종(肅宗) 5년
- 북송(北宋) 철종(哲宗) 15년
- 요(遼) 도종(道宗) 46년
- 서하(西夏) 숭종(崇宗) 15년
- 리 왕조(李朝) 인종(仁宗) 29년

## 탄생
- 5월 23일 - 북송의 9대 황제 흠종

## 사망
- 예루살렘 왕국의 1대 왕이자 성묘의 수호자 고드프루아 드 부용